# 501 v.Chr.
Het jaar 501 v.Chr. is een jaartal volgens de christelijke jaartelling. 

## Gebeurtenissen

### Griekenland
- Naxos wordt door de Perzen geplunderd en verwoest.
- Hermocreon wordt benoemd tot archont van Athene.

### Italië
- Rome stelt door de dreiging van de Sabijnen het ambt van dictatorschap in.

### China
- Confucius wordt gouverneur van de stad Chung-tu.

### Spanje
- Gadir (het huidige Cádiz) wordt door Carthago veroverd.